# Non sequitur
Es denomina  non sequitur  (en llatí «no se segueix») a un tipus general de fal·làcia en la qual la conclusió no es dedueix («no se segueix») de les premisses. En sentit ampli, s'aplica a qualsevol raonament inconseqüent.
Un exemple de non sequitur són els casos en què hom afirma el conseqüent en un pseudosil·logisme o sil·logisme equivocat:
1. Si soc humà, llavors soc mamífer.
2. Soc mamífer.
3. Per tant, soc humà.

Vist des de la perspectiva de la lògica simbòlica, la fal·làcia en aquest argument es pot veure de la següent manera:
```
Si soc humà, llavors soc mamífer, es representa en símbols de la següent manera:
a → b
Soc mamífer, es representa com:
b
Llavors, atès que la primera premissa és un 
condicional
, que depèn de "a" per poder arribar a "b",
i la segona premissa és el conseqüent del condicional de la primera premissa, és a dir "b",
llavors no es pot concloure "a" de cap manera, això s'entén perquè la primera premissa és un condicional "→" la qual cosa significa que l'antecedent és suficient per al conseqüent, però no viceversa.
```

Un exemple més evident és el següent, basat en la petició de principi «Si A és cert i B és cert, llavors C és cert». Exemple:
1. Si soc a Kyoto (A), llavors soc al Japó (B).
2. Soc al Japó.
3. Llavors, soc a Kyoto.

En el primer exemple, encara que les proposicions siguin correctes, la conclusió no té validesa: no tots els mamífers són humans.
En el segon exemple, encara que és correcte que Kyoto és al Japó, no sempre que s'és al Japó s'és a Kyoto.
La conclusió desmesurada i la petició de principi són també tipus de  non sequitur .